# General Motors Firebird
Pour la voiture produite en série par General Motors, voir Pontiac Firebird.
Pour les articles homonymes, voir General Motors, Firebird et Oiseau de feu (homonymie).
Les General Motors Firebird I à IV (Oiseau de feu, en anglais) sont une série de quatre concepts cars de voiture à turbine du constructeur automobile américain General Motors, présentés respectivement aux salons General Motors Motorama de 1954, 1956 et 1959, et à la Foire internationale de New York 1964-1965.

## Histoire
Le chef-designer et vis-président de General Motors Harley J. Earl créé cette série de quatre voitures à turbine « rétrofuturistes » à partir de 1954, pour expérimenter les premières solutions de véhicules à turbine à gaz GM Whirlfire engine (en), variantes des turboréacteurs et pulsoréacteurs de l'ère du jet aéronautique en vogue de l'époque (voiture à moteur d'avion),,. 
À la suite de cette série, le nom Firebird est repris par la division Pontiac de General Motors avec les Pontiac Firebird de série (1967-2002).

## Firebird I
Le centre de recherche General Motors présente le premier prototype de voiture à turbine à gaz des États-Unis au General Motors Motorama de 1954 (1954 en science) avec cette Firebird XP-21,,,, renommée plus tard Firebird I. La carrosserie en plastique à renfort de verre est inspirée d'une carlingue -fuselage d'avion de chasse à réaction aux ailes repliées (ou de fusée  ou missile), avec une verrière en bulle de cockpit monoplace, et une sortie de tuyère de moteur à réaction à aileron à l'arrière. 

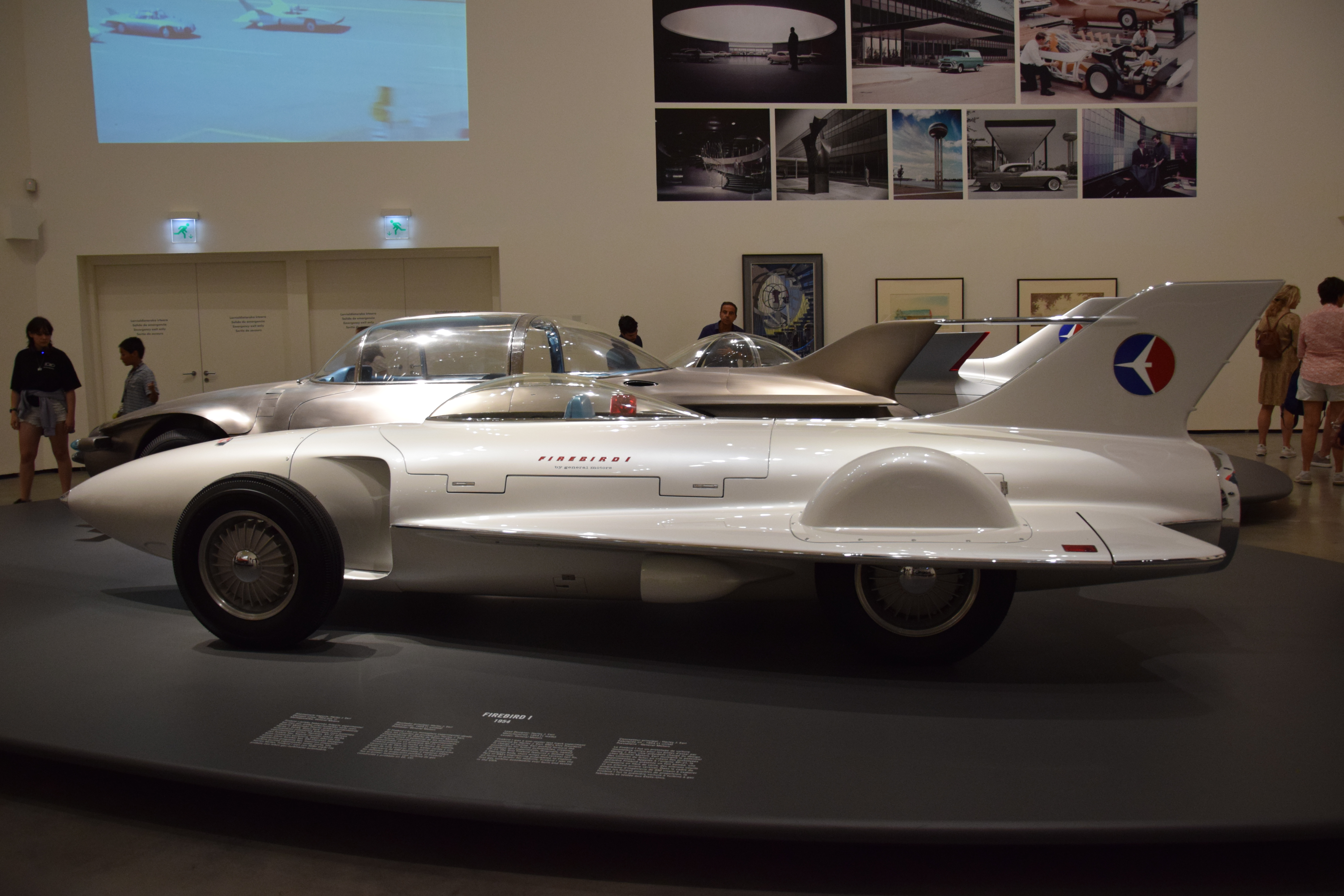
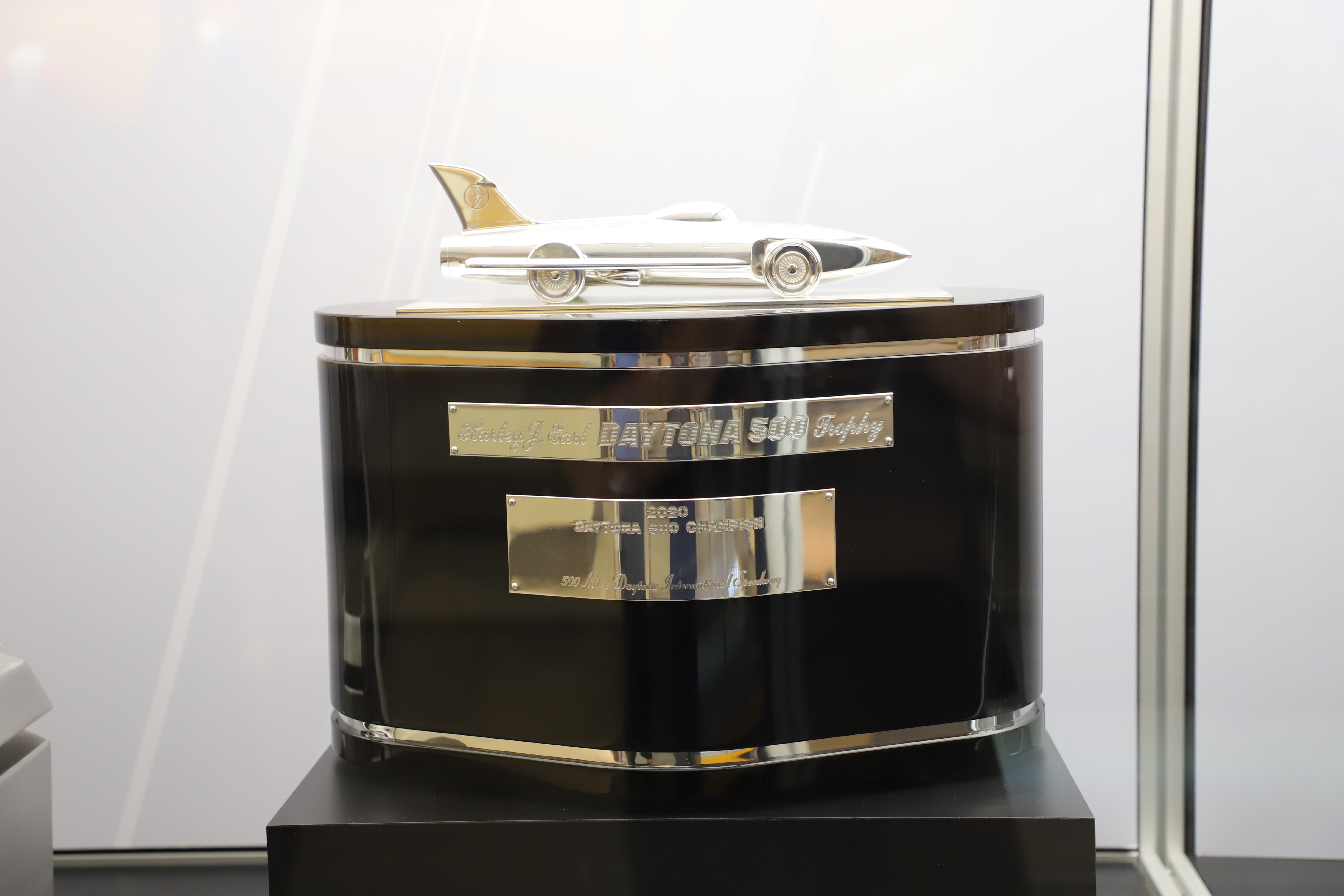

Elle est propulsée par une turbine à gaz GM Whirlfire engine (en) GT-302 Turbo Power de 370 ch (280 kW) avec une température de jets d'échappement d'environ 675 °C.
Les premiers essais sont réalisés par son concepteur Emmett Conklin, avec un vitesse de 160 km/h, avant que le niveau d'adhérence des pneus ne permette d'aller plus vite, puis par le pilote de voitures de course Mauri Rose sur l'Indianapolis Motor Speedway. GM n'a jamais vraiment cherché à tester la puissance ou la vitesse potentielle de la voiture à turbine à gaz, mais simplement la faisabilité pratique de son utilisation. Le système de freinage se distingue des systèmes à tambour classiques, les tambours étant à l'extérieur des roues pour faciliter le refroidissement rapide et les ailes sont en fait des volets comme sur les avions pour le ralentissement à vitesse élevée.
Une version miniature de Firebird I orne le Harley J. Earl Trophy (en), remis depuis 1959 au vainqueur du Daytona 500 du Daytona International Speedway de Daytona Beach en Floride.

## Firebird II
Le second prototype Firebird II (XP-43) de 1956, est un coupé 2+2, bas et large, avec une carrosserie entièrement réalisée en titane, avec deux grandes prises d'air à l'avant, un cockpit vitré en bulle, et un aileron arrière vertical,. 

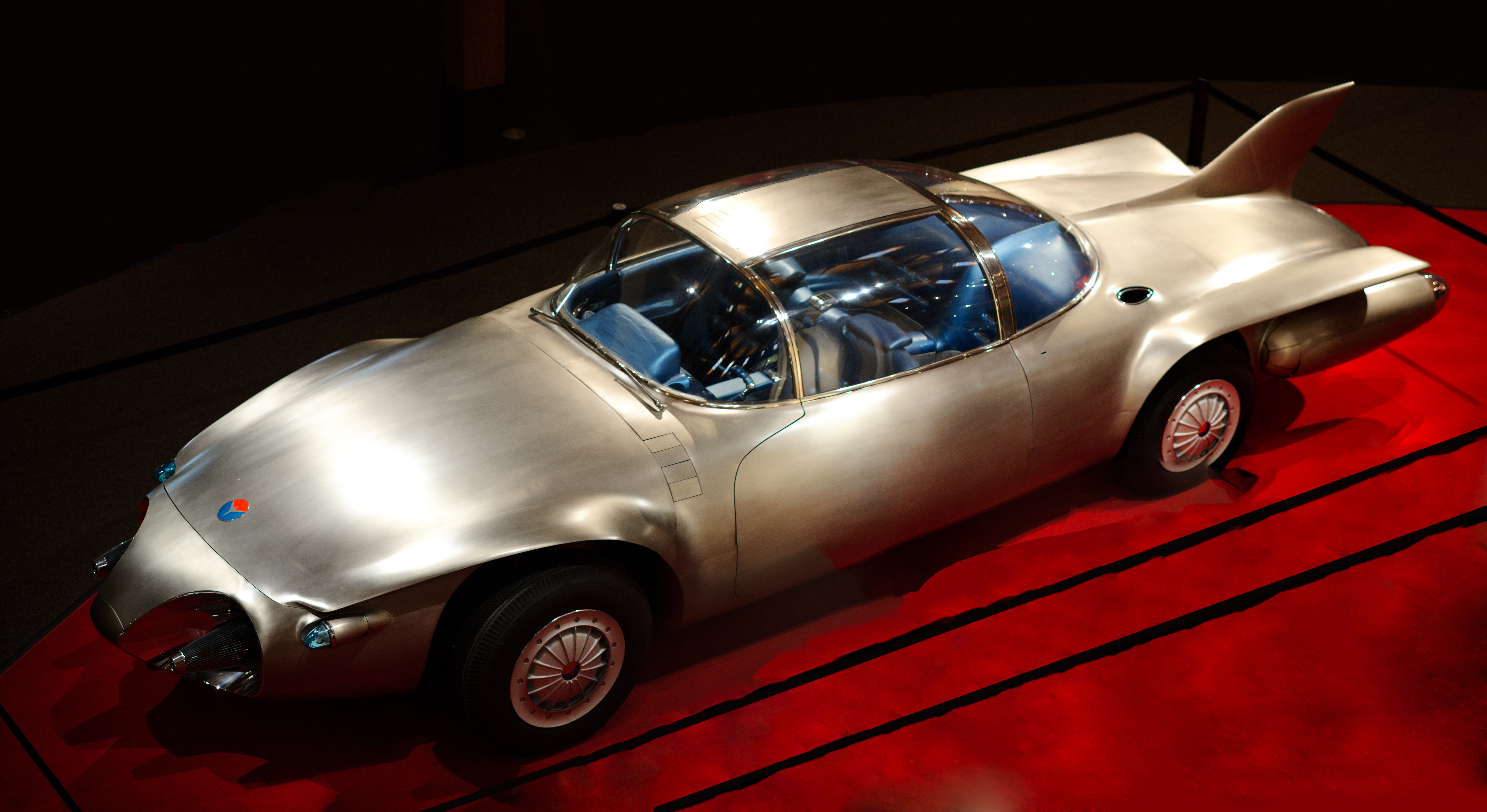
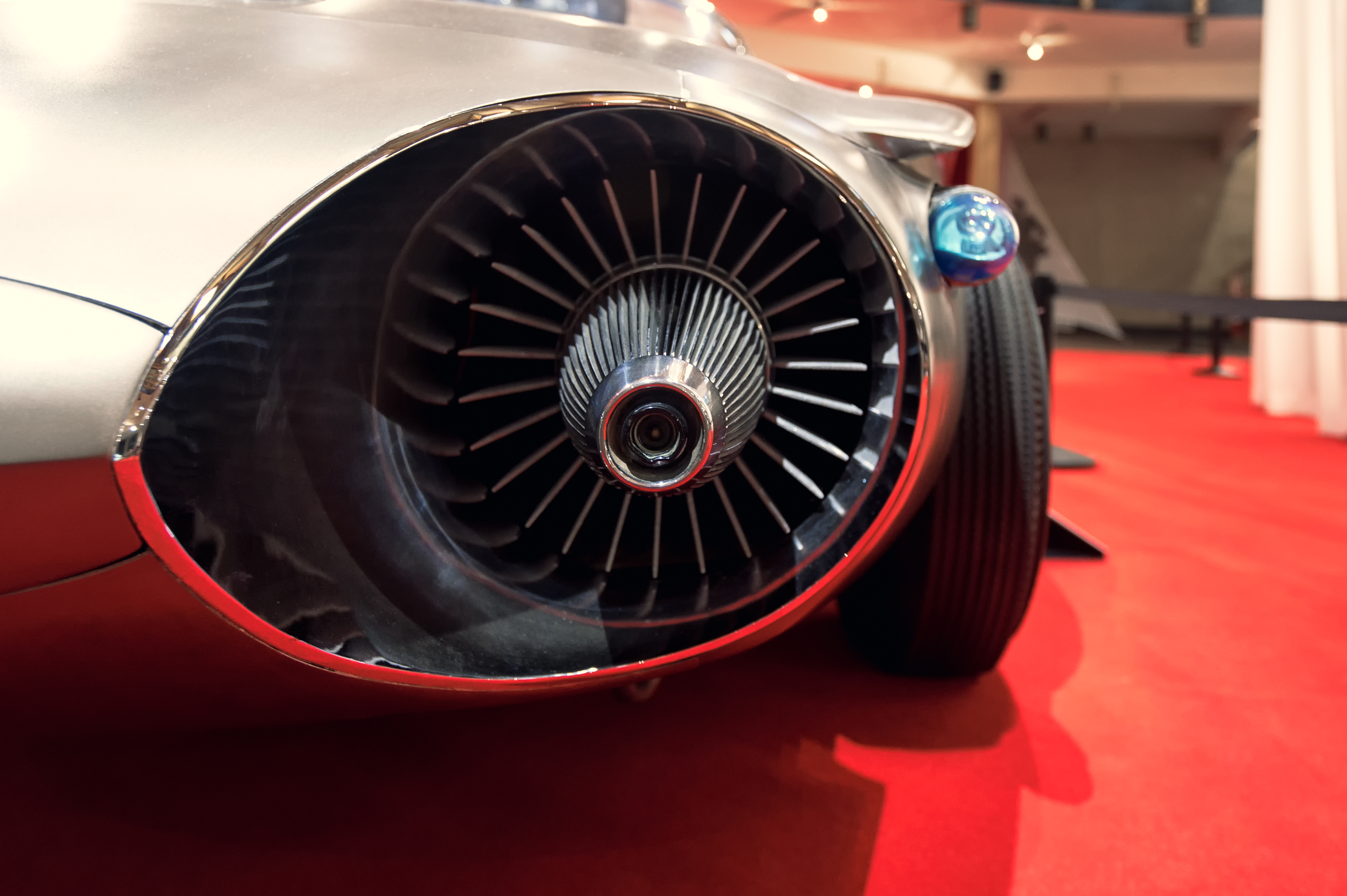

Elle est propulsée par une turbine à gaz GM Whirlfire engine (en) version GT-304 de 200 ch (150 kW). Le kérosène est le combustible le plus couramment utilisé. Pour résoudre les problèmes de la chaleur d'échappement, la voiture dispose d'un système refroidisseur régénératif qui permet au moteur de fonctionner à environ 540 °C et qui alimente également les accessoires.
Ce véhicule est également équipé de freins à disque innovants sur les quatre roues, de suspensions indépendantes, et d'un mode de pilote automatique futuriste guidé par des signaux électriques émis par des fils électriques incorporés dans la chaussée,.

## Firebird III
GM conçoit ce troisième prototype Firebird III (XP-73) en 1958, pour le présenter au General Motors Motorama de 1959. La carrosserie extravagante est en fibre de verre avec un cockpit à double bulle et pas moins de sept ailerons, testés de manière intensive en soufflerie. 

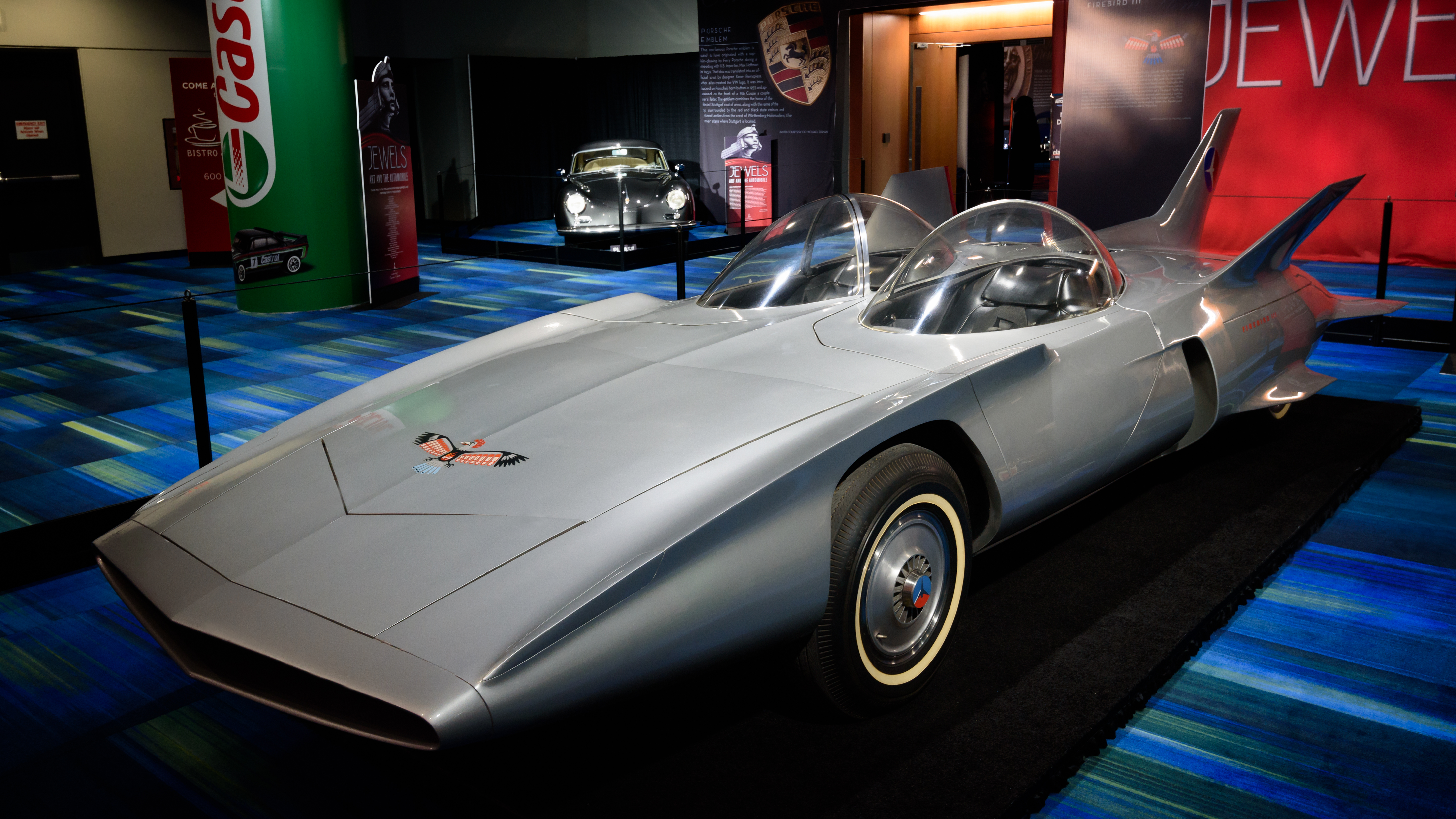
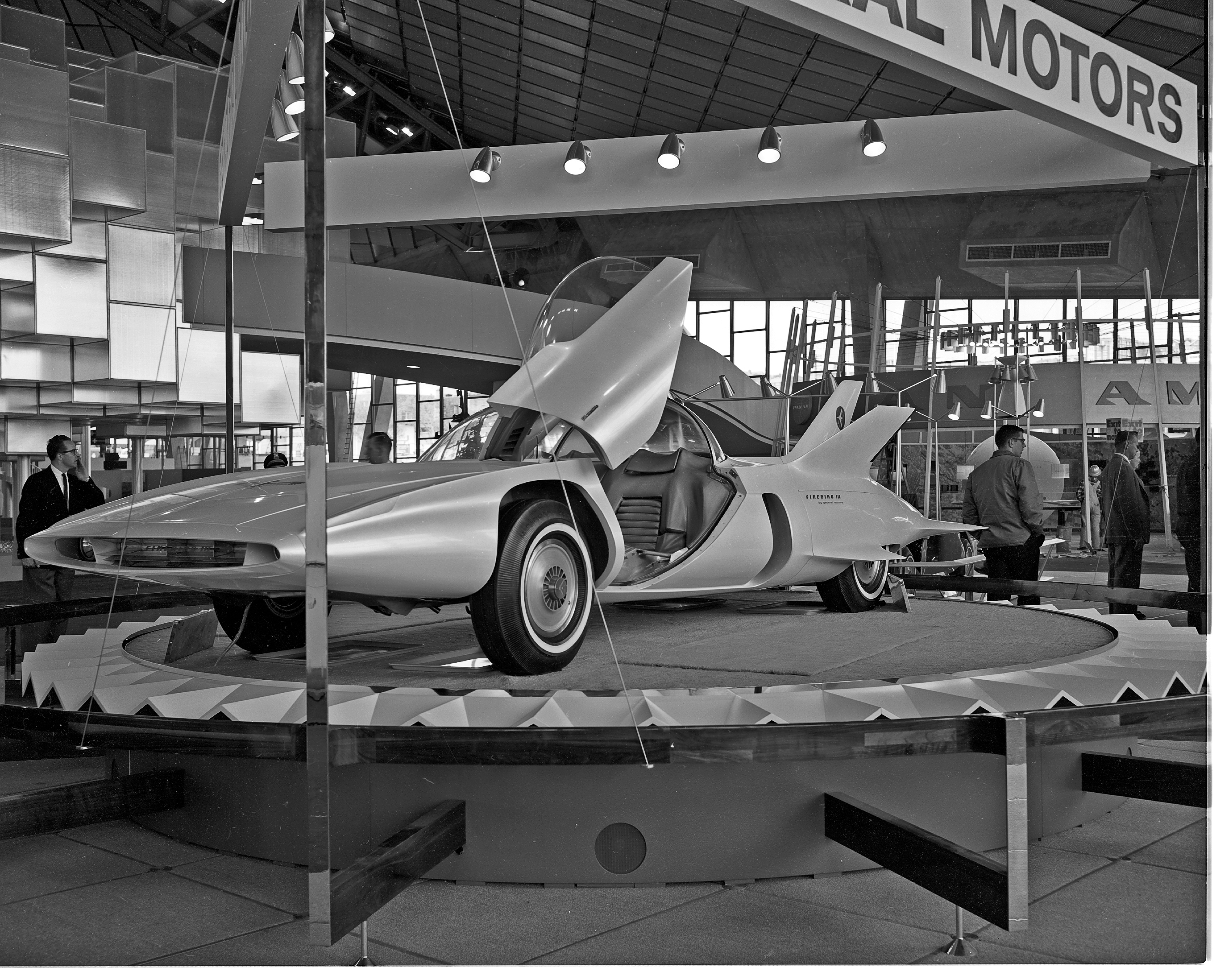
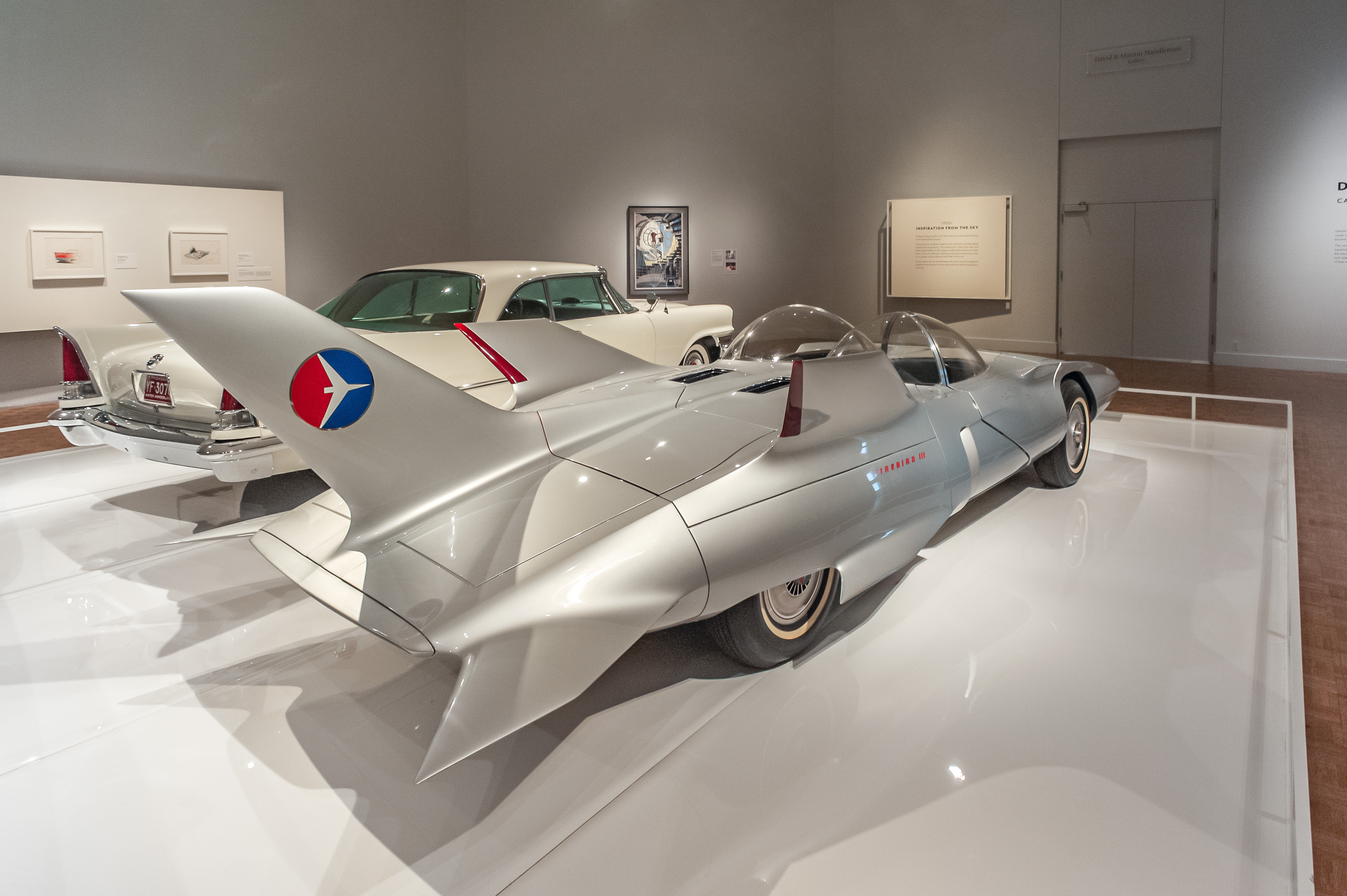

Ce coupé deux places est propulsé par une version de moteur à turbine à gaz Whirlfire GT-305 de 225 ch (168 kW) et un moteur à essence à deux cylindres annexe de 10 ch (7,5 kW) pour alimenter les accessoires. 
Elle est également équipée de nombreuses innovations techniques, telles que système de pilotage « mains libres » à base de joystick placé entre les deux sièges, régulateur de vitesse, anti-blocage des freins, climatisation, ainsi que d'aérofreins d'avion pour aider au freinage, clé « ultra-sonique » de commande d'ouverture des portes, système automatisé de guidage pour aider à éviter les accidents, et assistance par tour de contrôle qui donnait à la voiture un aspect plus futuriste et simulait l'expérience de pilotage d'un avion...
De nombreux films promotionnels tels que Design for Dreaming (en) du General Motors Motorama 1956 présentent cette voiture à turbine assistée par un ordinateur de bord (imaginaire à l'époque) dans des environnements de rêve et décors routiers futuristes,,.

## Firebird IV
Le 4e prototype Firebird IV (XP-790) est présenté sur le stand « Futurama Exposition de General Motors » de la Foire internationale de New York 1964-1965,, en même temps que le prototype de camion à turbine à gaz Chevrolet Turbo Titan III (en). 
Son design de voiture moderne coupé 2+2 est également inspiré de l'aéronautique, avec un système de guidage automatique de sécurité routière programmable. 
La Firebird IV était une voiture à turbine non fonctionnelle. GM l'améliore et l'expose sous le nom de GM-X Stiletto (en) en 1964 et Buick Century Cruiser (en) en 1969. Le prototype aurait été démoli dans les années 1980.
À la suite de ce modèle, le nom Firebird est repris par la division Pontiac de General Motors avec les Pontiac Firebird de série (1967-2002).

## Musée
Ces prototypes « rétrofuturistes » font à ce jour partie de la collection du GM Heritage Center et du musée The Henry Ford de Détroit (Michigan), et sont également exposés dans de nombreuses expositions et concours d'élégance occasionnels pour la promotion de General Motors.